# Síria (Tatarstan)
Síria - Сырья (rus) - és un poble de la República del Tatarstan, a Rússia. El 2010 tenia 266 habitants. Pertany al districte (raion) de Baltassí.